# Willem Vroesenhuis

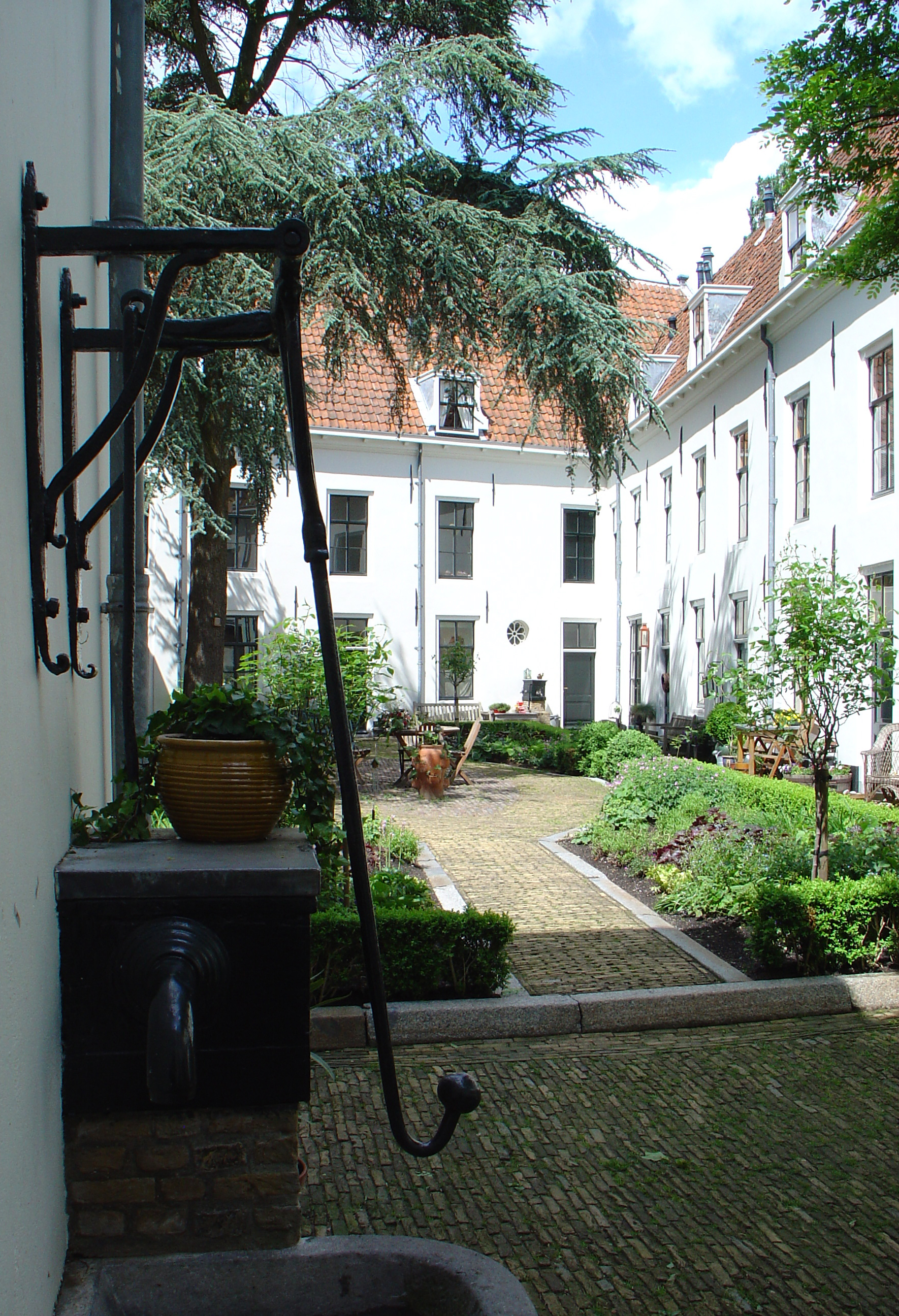
Binnenplaats van het Willem Vroesenhuis

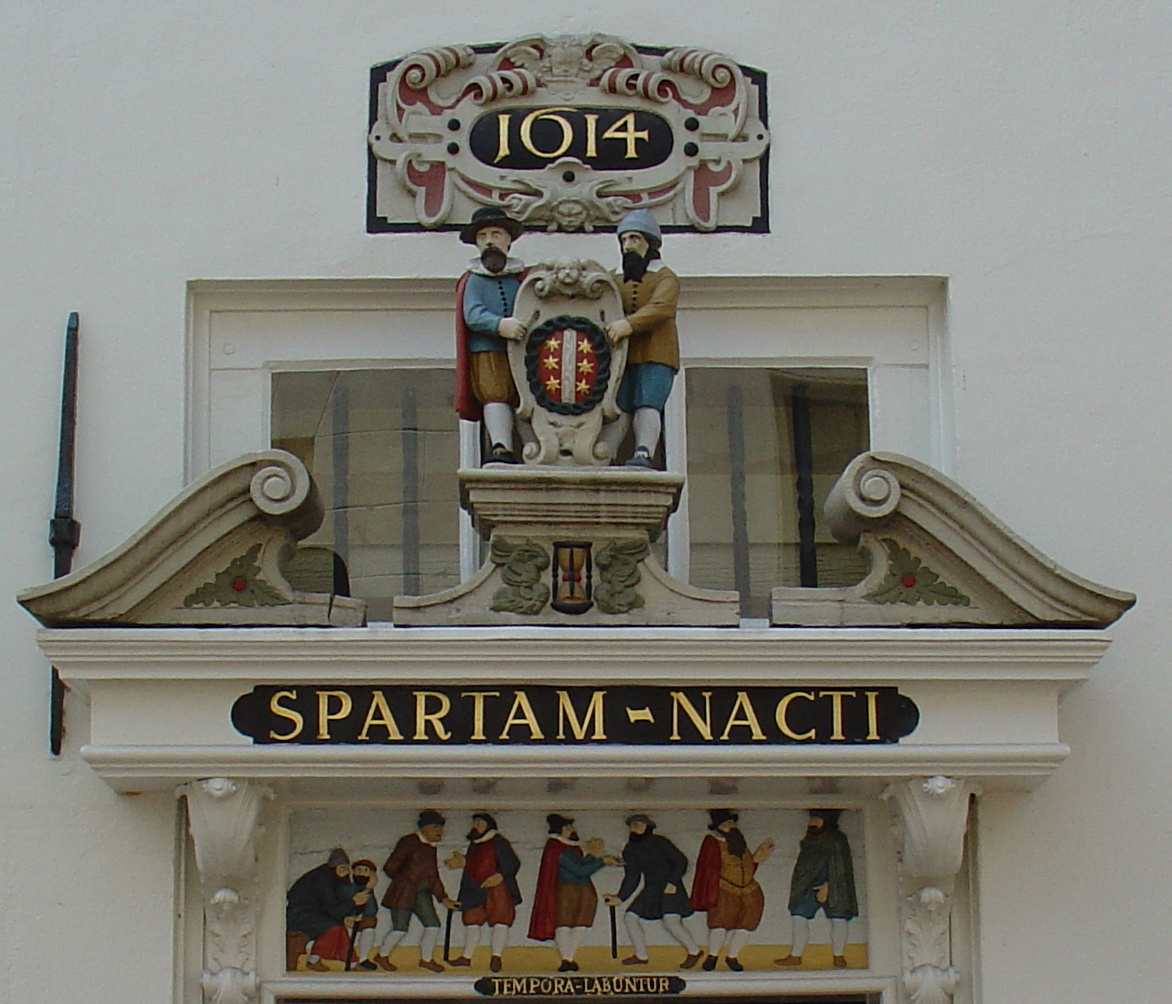
Gevelsteen van het Willem Vroesenhuis

Het Willem Vroesenhuis is een oudemannenhuis in Gouda gesticht door Willem Willemszoon Vroesen den ouden in 1555. Het huis bevindt zich op de hoek van de Molenwerf en de Spieringstraat in de Goudse binnenstad.
Willem Vroesen (Gouda, 1478-1561) besloot in 1555 om zijn huis en erf beschikbaar te stellen voor opvang van oude arme mannen in de stad Gouda. Willem Vroesen behoorde tot de groep aanzienlijke burgers van de stad, die belangrijke functies vervulde. Een van zijn kleindochters, Adriana Vroesen trouwde later met de Goudse burgemeester Pieter Wouterszoon Crabeth, zoon van de bekende glazenier van de St.-Janskerk Wouter Crabeth. Al in 1537 stelde Willem Vroesen en zijn vrouw Machtelt Voppendochter een belangrijke som geld beschikbaar om daarvan in de winter brood uit te delen aan de armen.
Het Willem Vroesenhuis heeft eeuwenlang de in de 16e eeuw verkregen functie als "oudemannenhuis" vervuld. Pas in 1977 verliet de laatste oudemannenhuisbewoner (de bekende Gouwenaar en ereburger van de stad, de heer A.R. van de Putte) het monumentale pand. Na veel discussie en tal van protesten tegen nieuwbouwplannen werd besloten om het complex te restaureren. Nu bestaat het complex uit 13 woningen en 5 wooneenheden rond een schilderachtige binnenplaats.
Het fries boven de toegangsdeur werd in 1614 vervaardigd door de stadsbeeldhouwer Gregorius Cool, die daarvoor 227 gulden en 15 stuivers ontving. Op de afbeelding zijn drie regenten te zien, die zich bekommeren om het lot van vijf oude mannen. De spreuken "Spartam-Nacti" en "tempora-labuntur" resp. "Sparta bereikt of verworven" en "de tijd verglijdt" staan symbool voor de functie, die dit gebouw gedurende zo lange tijd in Gouda heeft vervuld.
In 2016 is de monumentale boom op de binnenplaats wegens ziekte gekapt. Van de stam van de boom is door de Goudse kunstenaar Jan Mostert een kunstwerk gemaakt, dat in juni 2017 werd onthuld onder de naam "Willem".

## Trivia
- In Gouda is in 1960 het Willem Vroesenplein naar Willem Vroesen genoemd.